# Jan Gnoiński (1838–1922)
Jan Gnoiński (ur. 1838, zm. 1922) – poseł do Sejmu Krajowego Galicji z I kurii II kadencji (1867–1869) z okręgu Żółkiew, V i VI kadencji z okręgu Czortków (1885–1895) oraz VIII kadencji z IV kurii okręgu Cieszanów (1901–1907), właściciel dóbr Komorów w powiecie sokalskim, Nowe Sioło i Cieszanów w powiecie cieszanowskim.

## Życiorys
Syn Jana Gniońskiego (1809-1881), uczestnika powstania listopadowego. W latach 1867–1869 był posłem z okręgu żółkiewskiego. Gdy w 1885 roku został wybrany posłem z okręgu czortkowskiego na miejsce Waleriana Podlewskiego był dzierżawcą majątku Świdowa. Pełnił równocześnie funkcję marszałka powiatu (prezes wydziału Rady powiatowej) i przewodniczącego czortkowskiego oddziału Towarzystwa Rolniczego. Był prezesem Rady szkoły rolniczej w Jagielnicy, otwartej 16 kwietnia 1885. Podczas obrad V kadencji Sejmu pracował w komisji gospodarstwa krajowego. W 1895 nie został wybrany do Sejmu. Dopiero w 1901 jako poseł IV kurii z okręgu Cieszanów. Od 1890-1896 i 1904-1912 był marszałkiem powiatu cieszanowskiego
22 maja 1890 roku zakupił od Jana Schapiry dobra Cieszanów, Nowe Sioło i Chotylub będąc równocześnie posłem z okręgu czortkowskiego. Posłem z Cieszanowa został wybrany w 1901 roku.
Pochowany w grobie rodzinnym na Cmentarzu Łyczakowskim we Lwowie.